# Atmosfera fizyczna
Atmosfera fizyczna (atmosfera normalna, atm) – pozaukładowa jednostka miary ciśnienia, równa ciśnieniu 760 milimetrów słupa rtęci (mm Hg) w temperaturze 273,15 K (0 °C), przy normalnym przyspieszeniu ziemskim.
Atmosfera fizyczna odpowiada średniemu ciśnieniu atmosferycznemu na poziomie morza na Ziemi. 
Jednostki atmosfera fizyczna, ostatnio niemalże nieużywanej, nie należy mylić z częściej używaną atmosferą techniczną. Atmosfera fizyczna jest ciśnieniem odpowiadającym określeniu ciśnienie atmosferyczne na Ziemi, do 1990 r. również standardowe ciśnienie (patrz warunki standardowe).
1 atm
= 101325 Pa
= 760 Tr = 760 mm Hg
= 1,01325 bar
= 14,69595 psi
= 1,0332 at